# Rhizophydium racemosum
Rhizophydium racemosum är en svampart som beskrevs av A. Gaertn. 1954. Rhizophydium racemosum ingår i släktet Rhizophydium och familjen Rhizophydiaceae.   Inga underarter finns listade i Catalogue of Life.